# Търтийн Флор Елевейтърс
„Търтийн Флор Елевейтърс“ е рок група от гр. Остин, щата Тексас, САЩ.
Сформирана е от китариста и вокалист Роки Ериксън, изпълнителя на електрическа бутилка Томи Хол и китариста Стейси Съдърланд, просъществувала от 1965 до 1969 година. По време на кариерата си групата издава четири дългосвирещи плочи и седем сингъла за звукозаписната компания „Интернешънъл Артистс“.

## История
Често биват определяни като една от първите психеделични групи в историята на рокендрола. Според документалния филм от 2005 г. You're Gonna Miss Me, Роки Ериксън често бива определян като човека, измислил термина „психеделичен рок“, въпреки че творци като „Холи Модал Раундърдс“ и „Дийп“ използват определението „психеделичен“ за своята музика много по-рано. Тяхното съвременно влияние е признато от музиканти от 60-те като Били Гибънс от „Зи Зи Топ“, Питър Албин от „Биг Брадър Енд Дъ Холдинг Кампъни“ и Крис Герниотис от „Закари Такс“.
Техният дебютен сингъл You're Gonna Miss Me се позиционира под номер 55 в класацията на сп. Билборд през 1966 година. То попада в компилацията от 1972 г. Nuggets: Original Artyfacts From The First Psychedelic Era, 1965 – 1968, смятано за решаващо в историята на гаражния рок и развитието на пънк рока. Влиятелната пънк банда „Телевижън“ свири тяхната песен Fire Engine на живо в средата на 70-те години. През 80-те и 90-те „Търтийн Флор Елевейтърс“ оказват влияние върху важни групи като „Праймъл Скрийм“ и „Спейсмън Три“, които кавърират техни песни, и „Фортийн Айст Беърс“, които използват електрическа бутилка на сингъла си Beautiful Child. През 2009 година „Интернъшънъл Артистс“ издават бокс-сет с десет компакт диска, озаглавени Sign Of The 3-Eyed Men, което включва моно и нови, алтернативни стерео миксове на оригиналните албуми, заедно с два албума с предишно неиздаван материал и набор от редки концертни записи.